# Estepa de Tera
Estepa de Tera es un despoblado de la provincia de Soria, partido judicial de Soria,  Comunidad Autónoma de Castilla y León, España. Está en la comarca de Almarza, dentro del municipio de Almarza.

## Historia
El Censo de Pecheros de 1528, en el que no se contaban eclesiásticos, hidalgos y nobles, registraba la existencia 26 pecheros, es decir unidades familiares que pagaban impuestos.
Lugar que durante la Edad Media perteneció a la Comunidad de Villa y Tierra de Soria formando parte del Sexmo de Tera.
A la caída del Antiguo Régimen la localidad se constituye en municipio constitucional, entonces conocido como Estepa en la región de Castilla la Vieja, partido de Soria que en el censo de 1842 contaba con 11 hogares y 44 vecinos.
A mediados del siglo XIX desaparece el municipio porque se integra en Tera.

## Lugares de interés
- Iglesia de Nuestra Señora del Popolo